# Eminia benguellensis
Eminia benguellensis är en ärtväxtart som beskrevs av Antonio Rocha da Torre. Eminia benguellensis ingår i släktet Eminia och familjen ärtväxter. Inga underarter finns listade i Catalogue of Life.